# Menetia
Menetia es un género de lagartos perteneciente a la familia Scincidae. Son endémicos de Australia.

## Especies
Según The Reptile Database:
- Menetia alanae Rankin, 1979
- Menetia amaura Storr, 1978
- Menetia concinna Sadlier, 1984
- Menetia greyii Gray, 1845
- Menetia koshlandae Greer, 1991
- Menetia maini Storr, 1976
- Menetia sadlieri Greer, 1991
- Menetia surda Storr, 1976
- Menetia timlowi Ingram, 1977